# Cedar Knolls
Cedar Knolls é uma área não-incorporada localizada dentro de Hanover Township no Condado de Morris, Nova Jérsei. É parte de Hanover, juntamente com Whippany.